# Pierre Duhem
Pierre Maurice Marie Duhem (10. června 1861 Paříž – 14. září 1916 Cabrespine, Languedoc-Roussillon v jižní Francii) byl francouzský fyzik, teoretik a zejména historik vědy.

## Život a dílo
Duhem studoval na École normale supérieure a stal se profesorem teoretické fyziky na univerzitě v Bordeaux. Byl jedním ze zakladatelů fyzikální chemie a jeho jméno nese takzvaná Gibbsova-Duhemova rovnice, která popisuje změny chemického potenciálu v termodynamických systémech. Přispěl také k teorii pružnosti a k termodynamice, vynikl ale hlavně jako teoretik a zejména historik vědy. Ve filosofii vědy zastával názor, že každý soubor pozorování lze vysvětlit nekonečně mnoha způsoby, a že tedy žádné pozorování nemůže vynutit revizi nějaké teorie. Toto stanovisko se někdy nazývá Quineova-Duhemova teze, ačkoli Quineovo stanovisko se od Duhemova poněkud liší.
Výsledkem celoživotní práce na dějinách vědy byly Duhemovy „Počátky statistiky: prameny fyzikální teorie“ (1903), „Studie o Leonardo da Vincim“ (3 sv., 1906–1913), kniha „Sózein ta fainomena. O pojmu fyzikální teorie od Platóna po Galileiho“ (1908) a hlavně jeho desetisvazkové dílo „Systém světa. Dějiny kosmologických učení od Platóna po Koperníka“ (1913–1959), kde ukázal, že počátky novověké přírodní vědy je třeba hledat už ve vrcholném středověku, u autorů jako byl Roger Bacon, Nicolas d´Oresme a Jean Buridan. Duhem v jejich dílech objevil zejména pozoruhodně důmyslné počátky statistiky a matematické fyziky, která pozdější badatelé postupně dále rozvíjeli.